# Владимир Козлов
Олег Александрович Прудиус (на украински: Олег Олександрович Прудіус; на английски: Oleg Oleksandrovych Prudius; роден в Киев / Ташкент, на 27 април 1979 г.) е бивш украински спортист – майстор на бойни изкуства (кеч, самбо, кикбокс и пр.), също ръгбист и играч на американски футбол.
Става известен с псевдонима си Владимир Козлов в WWE, а по-късно като Александър Козлов в IGF.
Владее изкуства за ръкопашен бой като свободна борба, самбо, джудо, кикбокс, смесени бойни изкуства. Професионално е играл ръгби и американски футбол.
До появата си в WWE играе американски футбол. Бил е член на украинския национален отбор и на отбора на Santa Barbara City College в гр. Санта Барбара, щата Калифорния, САЩ. През 2005 г. става шампион на откритото първенство на САЩ в тежка категория по самбо, както и шампион на Асоциацията по кикбокс на САЩ.
Прудиус става шампион по професионална борба в тежка категория на Ohio Valley Wrestling и шампион по двойки на WWE. Представен е на WWE от Джери Джарет. От 30 септември 2011 г. работи за Inoki Genome Federation (IGF), Япония. Напуска професионалната борба на 16 октомври 2012 г.